# Monticola cinclorhyncha
El roquero capiazul (Monticola cinclorhyncha) es una especie de ave paseriforme de la familia Muscicapidae endémica del  subcontinente indio. 

## Descripción

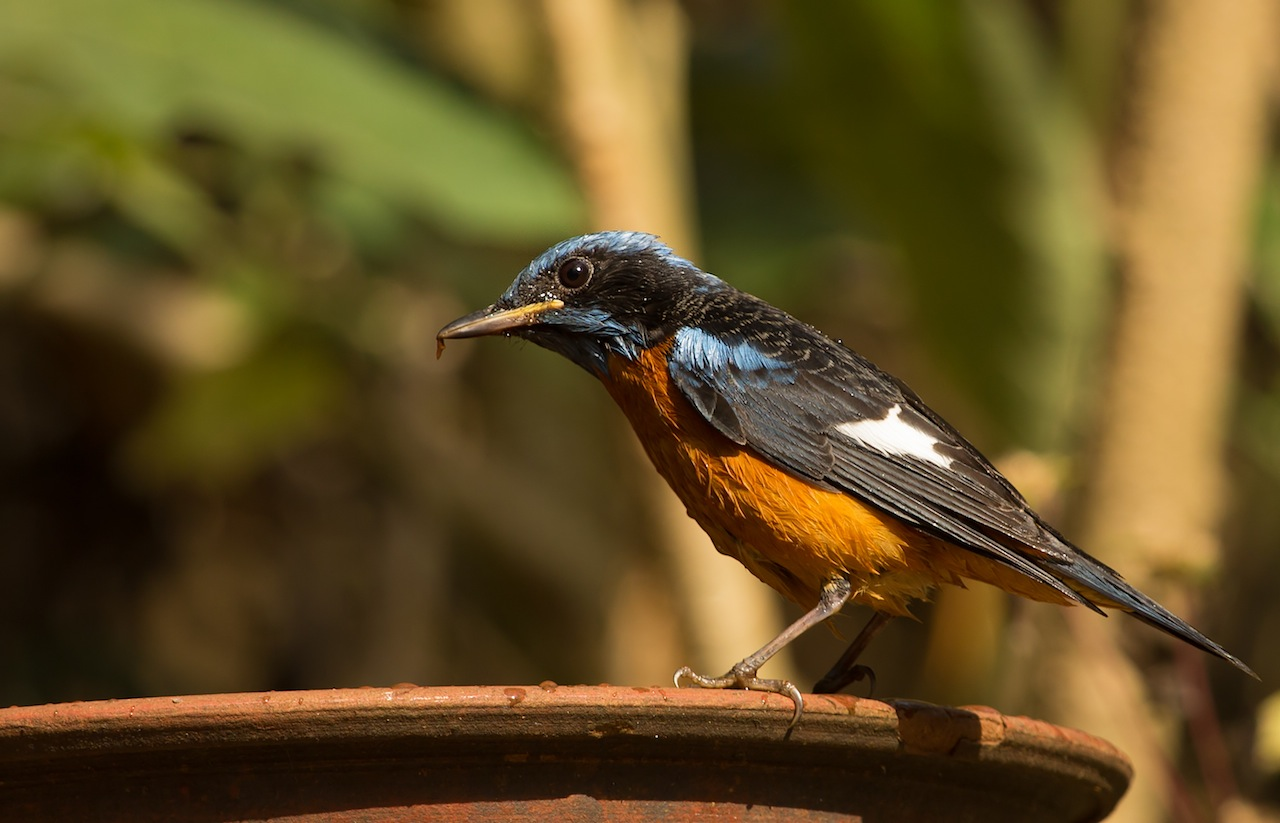
Macho en Ganeshgudi, Dandeli.

El macho tiene las partes superiores principalmente negras, con el píleo azul celeste brillante, y también tiene azules la garganta, la cola y una mancha en los hombros, además presenta una mancha blanca en cada ala, muy visible en vuelo. Sus partes inferiores son de color canela anaranjado. En cambio, la hembra tiene las partes superiores pardas y las inferiores blanquecinas.

## Distribución y hábitat
Cría en el Himalaya y montañas aledañas distribuido por Pakistán, el norte de la India, Nepal, Bután y Bangladés, y pasa el invierno en los bosques de los montes del sur de la India, especialmente en los Ghats occidentales y Ghats orientales. En verano se encuentra en los pinares y las laderas de las montañas, mientras que en invierno se encuentra en bosques tropicales de dosel denso.